# Савинов, Фёдор Иванович
Фёдор Иванович Са́винов (9 октября [22 октября] 1913, Купянск — 4 декабря 1981, Челябинск) — советский военачальник, генерал-лейтенант (1963), участник Великой Отечественной войны.

## Биография
Родился 9 октября [22 октября] 1913 года в городе Купянск. 
Учился в Харьковском строительном институте. Окончил Черноморское высшее военное училище (1936), Высшие академические курсы при Военно-артиллерийской академии СССР (1952).
Работал на строительстве турбинного завода; слесарем, помощником начальника строительства.  
В 1932 году по спецнабору мобилизован в РККА. С 1936 года командовал взводом, батареей, дивизионом. 
В годы Великой Отечественной войны нач. уч. отделов Бакинского, Краснодарского, Оренбургского зенитно-арт. училища; 
Командир арт. группой (1943—44). В 1947—48 командир полка (Дальневосточный военный округ), с 1949 советник Вооружённых сил КНР.
С 1951 в УралВО: командир арт. полка (Свердловск), заместитель командира арт. полка (Магнитогорск), командир зенитно-артиллерийской бригады (Кыштым); с 1960 командир 19-го корпуса ПВО и стратегического назначения, начальник гарнизона (Челябинск).     
После выхода в отставку пом. директора ЧТПЗ по гражданской обороне.  
Делегат 22-го и 23-го съездов КПСС, нескольких съездов ДОСААФ.
Член Челябинского обкома КПСС, депутат Челябинского областного и Кыштымского городского Советов деп. трудящихся. 
Награжден орденом Ленина (1967), Красного Знамени (1953), 2 орденами Красной Звезды (1943, 1949), медалью «За боевые заслуги» (1944), «За победу над Германией в Великой Отечественной войне 1941—1945 гг.» (1945) и другими; орд. КНР.